# Mami Kaneda
Mami Kaneda (金田 真美, Kaneda Mami, 9 maart 1968) is een Japans voormalig voetbalster.

## Carrière
Kaneda maakte op 22 oktober 1984 haar debuut in het Japans vrouwenvoetbalelftal tijdens een vriendschappelijke wedstrijd (Xi'an uitnodiging) tegen het vrouwenelftal van Australië. Ze heeft drie interlands voor het Japanse vrouwenelftal gespeeld.

## Statistieken
| Japans vrouwenvoetbalelftal | Japans vrouwenvoetbalelftal | Japans vrouwenvoetbalelftal |
| Jaar                        | Wed.                        | Dlp.                        |
| --------------------------- | --------------------------- | --------------------------- |
| 1984                        | 2                           | 0                           |
| 1985                        | 0                           | 0                           |
| 1986                        | 1                           | 0                           |
| Totaal                      | 3                           | 0                           |